# 犬歯

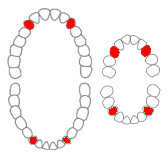
赤い部分がヒトの犬歯

犬歯（けんし、Canine tooth）は、歯列上の位置により歯の形と機能が異なる異形歯性である哺乳類の歯種の一つ。切歯の後方に続く尖った歯である。

## 概要
犬歯は上下顎それぞれに一対（計4本）ある。犬で良く発達しているため、犬歯と言うがそのほか、槍のようにとがっていることから尖頭歯ともいう。
ヒトの場合には切歯とともに前歯を構成する。裁縫の際に糸を引っ掛けて切ることができることから、糸切り歯ともいう。口を閉じたときの口角部に位置し、歯根が他の歯に比べ長い。
近心側隣接歯は側切歯、遠心側隣接歯は第一小臼歯である。萌出が周囲の歯よりも遅いため、萌出するスペースが残っていないことがあり、この場合唇側転移をすることが多い。これを一般に八重歯（やえば）という。
なお、乳歯の段階では永久歯の犬歯に相当する乳犬歯がある。

## 特徴
犬歯は言わば「牙」であり、他の歯に比べ、根が非常に深く頑丈な歯である。ヒトにおいても例外ではなく、多くの歯を失った老人でも最後まで生えており、その寿命は一番長い。平均寿命は日本人で右側が61.8歳、左側が62.1歳となっている。顎の動きをアプローチするために非常に重要な歯であり、「Key teeth」「鍵歯」とも呼ばれる。そのため、矯正治療の際にも抜歯することはほとんどない。

## 性差
傾向としては犬歯は他の歯に比べ性差が明らかで、平均的に男性のほうが女性よりも6%程度犬歯が大きく鋭くなっている。